# Elsa Bouneau
Pour les articles homonymes, voir Bouneau.
Elsa Bouneau, née à Bordeaux le 1er octobre 1983, est une militante sociale, engagée dans le scoutisme. Actuelle directrice de la Fondation du protestantisme, elle est présidente des Éclaireuses et Éclaireurs unionistes de France de 2012 à 2016, et de la Fédération du scoutisme français de 2015 à 2017. 

## Biographie
Elsa Bouneau naît à Bordeaux. Son père est enseignant et sa mère, Anne-Lise Happel, est pasteure de l’Église réformée de France. Ses deux grands-pères sont également pasteurs.
Elle grandit à Bordeaux où elle s’engage comme louvette chez les éclaireuses unionistes, puis à Nîmes, où elle est éclaireuse, puis aînée, et pendant deux ans responsable en branche cadette. En 2001, elle poursuit ses études en histoire de l'art et histoire de l’architecture puis en urbanisme à Paris et continue de s’engager comme responsable des EEUdF à Paris.
Formée en urbanisme, elle est embauchée en 2007 comme chargée d’opérations à la Société anonyme d'économie mixte immobilière interdépartementale de la région parisienne (Semidep).

## Activités associatives
Elle est élue au conseil d’administration des Éclaireurs et Éclaireuses unionistes en 2010, puis elle est présidente de ce mouvement de 2012 à janvier 2016,.
Elle est présidente de la Fédération du scoutisme français, organisation qui rassemble cinq associations de scoutisme français, de 2015 à 2017. Lors du rassemblement européen des associations de scoutisme, le « Roverway (en) », le 3 août 2016, dans les arènes de Lutèce, elle accueille le président François Hollande,,.
Elle met en place durant son mandat un travail avec le soutien de Pro-Bono Lab, association qui organise du mécénat/bénévolat de compétences.
Depuis 2013, elle est directrice de la Fondation du protestantisme. En 2017, elle est nommée en tant que personnalité associée au Conseil économique, social et environnemental et participe aux travaux de la 3e section de l'aménagement durable des territoires,.
Elle est nommée présidente du Conseil d’orientation des politiques de jeunesse en 2019, où elle défend la mise en place d'un dispositif pour aider les jeunes sans formation ni emploi. Elle rédige dans ce cadre un rapport sur la garantie Jeune dans lequel le COJ préconisait d'assouplir les critères d'attribution de cette garantie.
Elsa Bouneau est nommée chevalière de l'ordre national du Mérite en novembre 2021.